# Leganiel
Leganiel é um município da Espanha, na província de Cuenca, comunidade autônoma de Castela-Mancha. Tem 45,1 km² de área e em 2021 tinha 209 habitantes (densidade: 4,6 hab./km²). Limita com os municípios de Barajas de Melo, Driebes e Illana.